# Старомостова площа
Старомостова площа — одна з головних площ Дніпра у місцевості Фабрика у Центральному районі міста; важливий міський транспортний вузол. Є передмостовою площею для Амурського мосту.
На площі, у її північно-західному куті, стояла Покровська церква.

## Історія
За Катеринослава площа називалася Фабричною (за районом Фабрики), або Покровською (за Покровською церквою). Більшовики перейменували її на площу імені Миколи Островського.
З декомунізацією площа стала Старомостовою, за Амурським (Старим) мостом.

## Перехресні вулиці
- вулиця Пастера,
- Вокзальна вулиця,
- Привокзальна вулиця.